# La Vèrnha
La Vèrnha (en francès Lavernhe) és un municipi francès situat al departament de l'Avairon i a la regió d'Occitània.

## Demografia
| 1962                                       | 1968 | 1975 | 1982 | 1990 | 1999 | 2006 |
| ------------------------------------------ | ---- | ---- | ---- | ---- | ---- | ---- |
| 218                                        | 280  | 243  | 232  | 250  | 231  | 242  |
| Des de 1962: població sense dobles comptes |      |      |      |      |      |      |

## Administració
| Període   | Identitat                      | Partit        |
| --------- | ------------------------------ | ------------- |
| 1932-1945 | Etienne Teyssière              |               |
| 1945-1953 | Victor Richard                 |               |
| 1953-1983 | Charles de Lescure             |               |
| 1983-1995 | Julien Lacroix                 |               |
| 1995-2008 | Elisabeth Lunet De Lajonquière | Divers droite |
| 2008-     | Fabrice Frayssinet             |               |